# Somatina plynusaria
Somatina plynusaria är en fjärilsart som beskrevs av Walker 1862. Somatina plynusaria ingår i släktet Somatina och familjen mätare. Inga underarter finns listade i Catalogue of Life.